# Aranjuez
Aranjuez – miasto w środkowej Hiszpanii, w regionie Madryt, na południe od Madrytu nad rzeką Tag i Jarama. Od XVI w. mieści się tu letnia rezydencja królów hiszpańskich.
W średniowieczu zbudowany został tu wielki budynek przeznaczony na szpital rekonwalescencyjny dla rycerzy rannych w wojnie z muzułmanami w czasie rekonkwisty. Później zaś Królowie Katoliccy przekształcili ten szpital w pałac, a cały obszar w królewską rezydencję. Od tamtego czasu do XIX wieku była to wiosenna rezydencja królów hiszpańskich. Z drugiej zaś strony na miejscu dawnego pałacu Filip II wybudował tu nowy pałac królewski.

## Miasta partnerskie
- Écija (Hiszpania), Le Pecq (Francja)

## Zobacz też

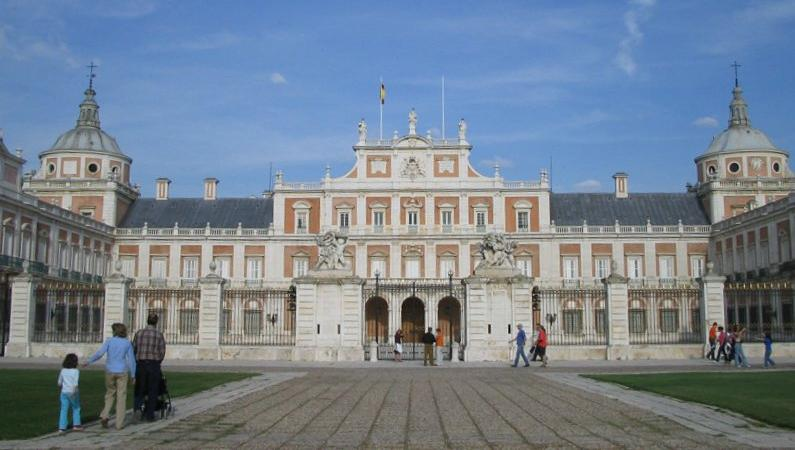
Pałac Królewski w Aranjuez
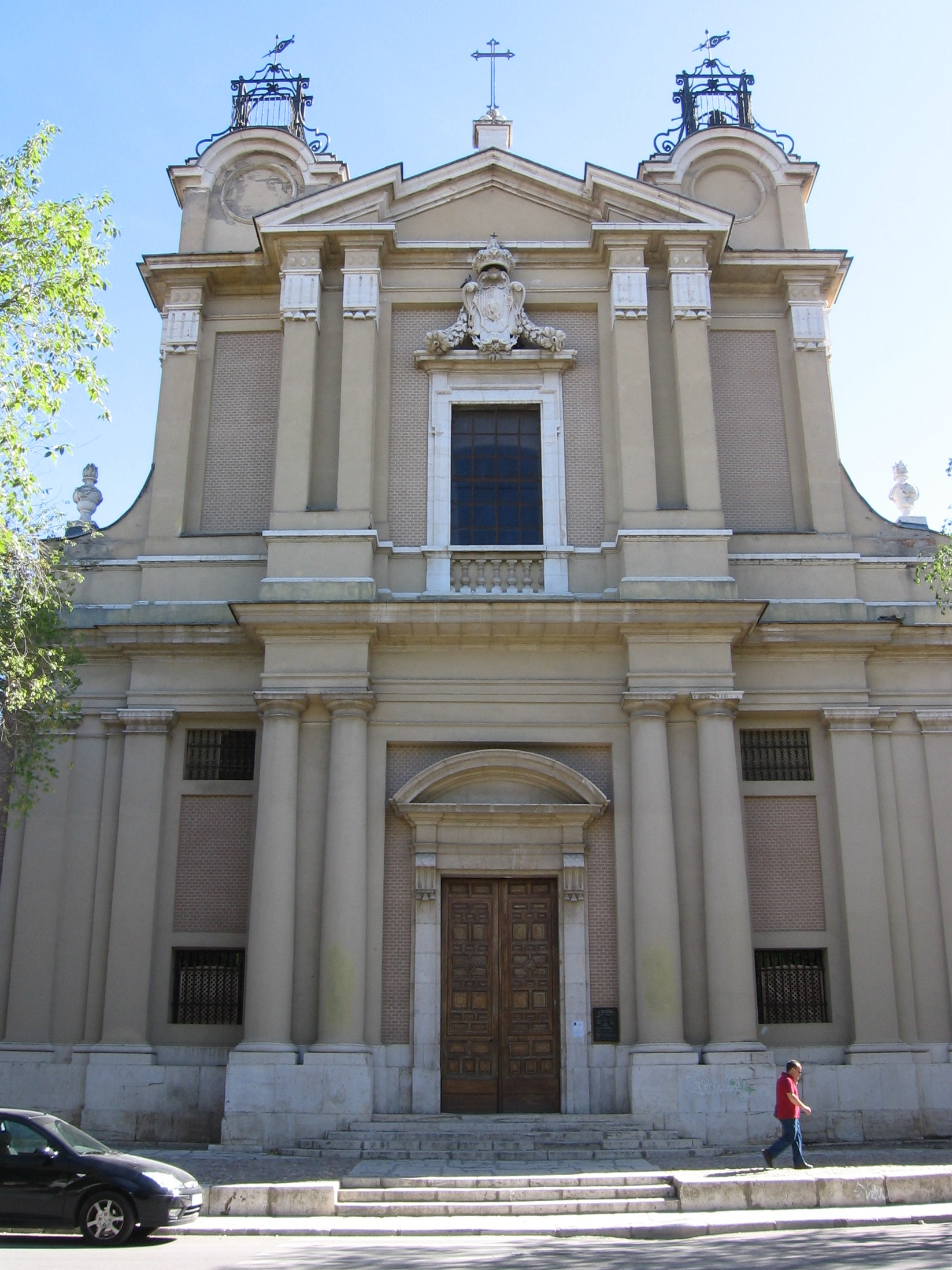
Klasztor świętego Paschalisa
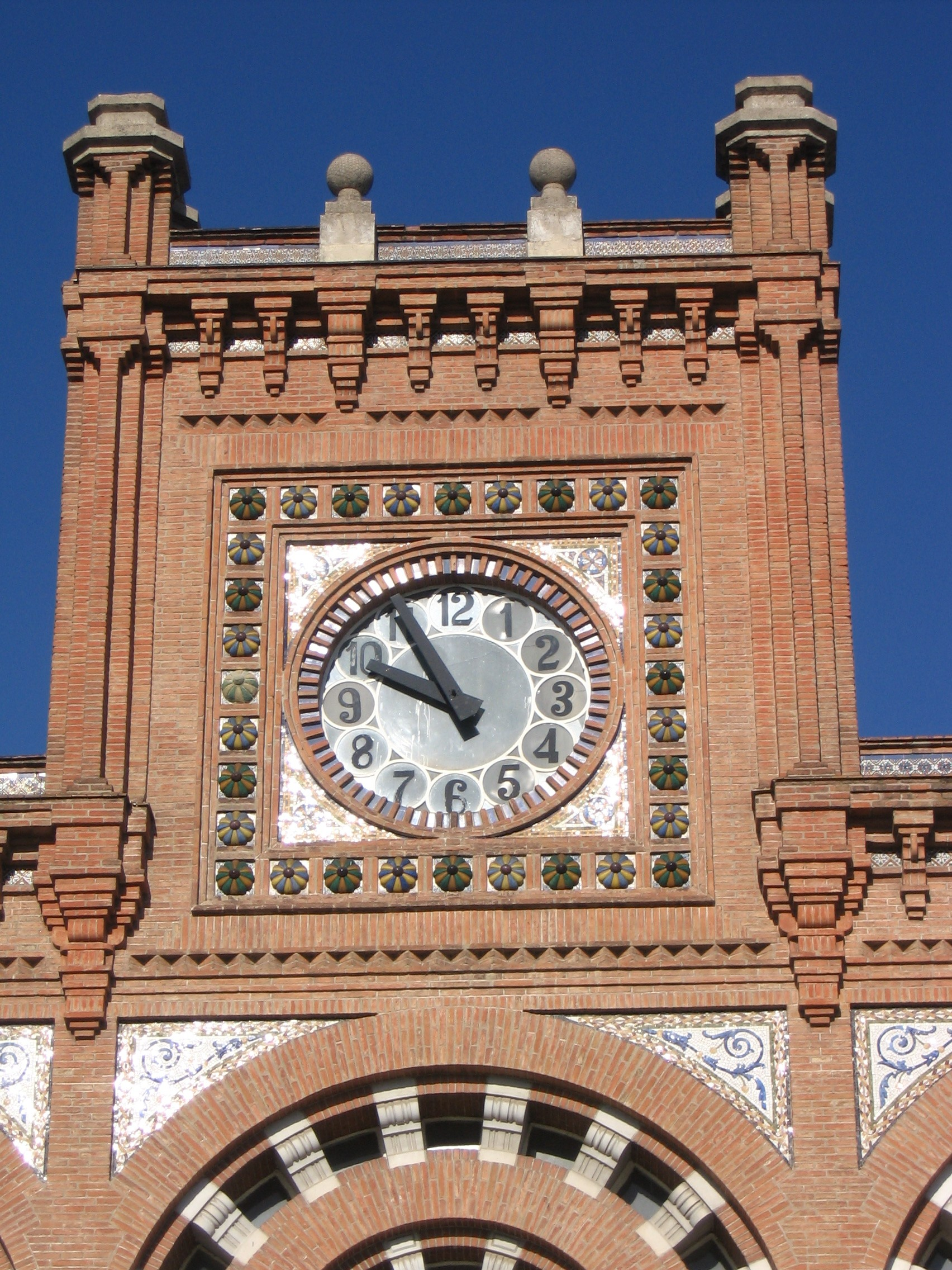
Zegar na wieży dworca
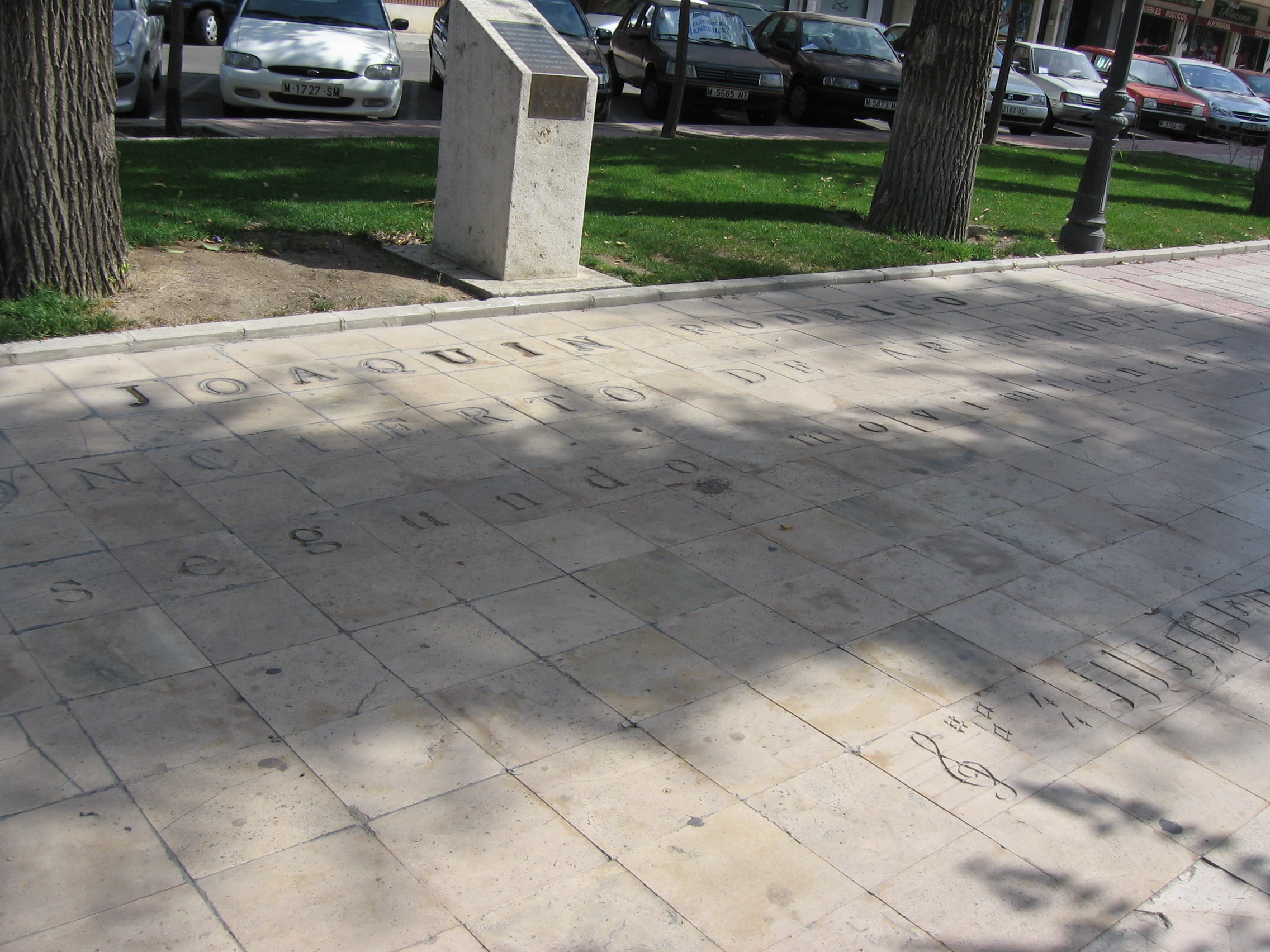
Pomnik poświęcony koncertowi Joaquina Rodriga
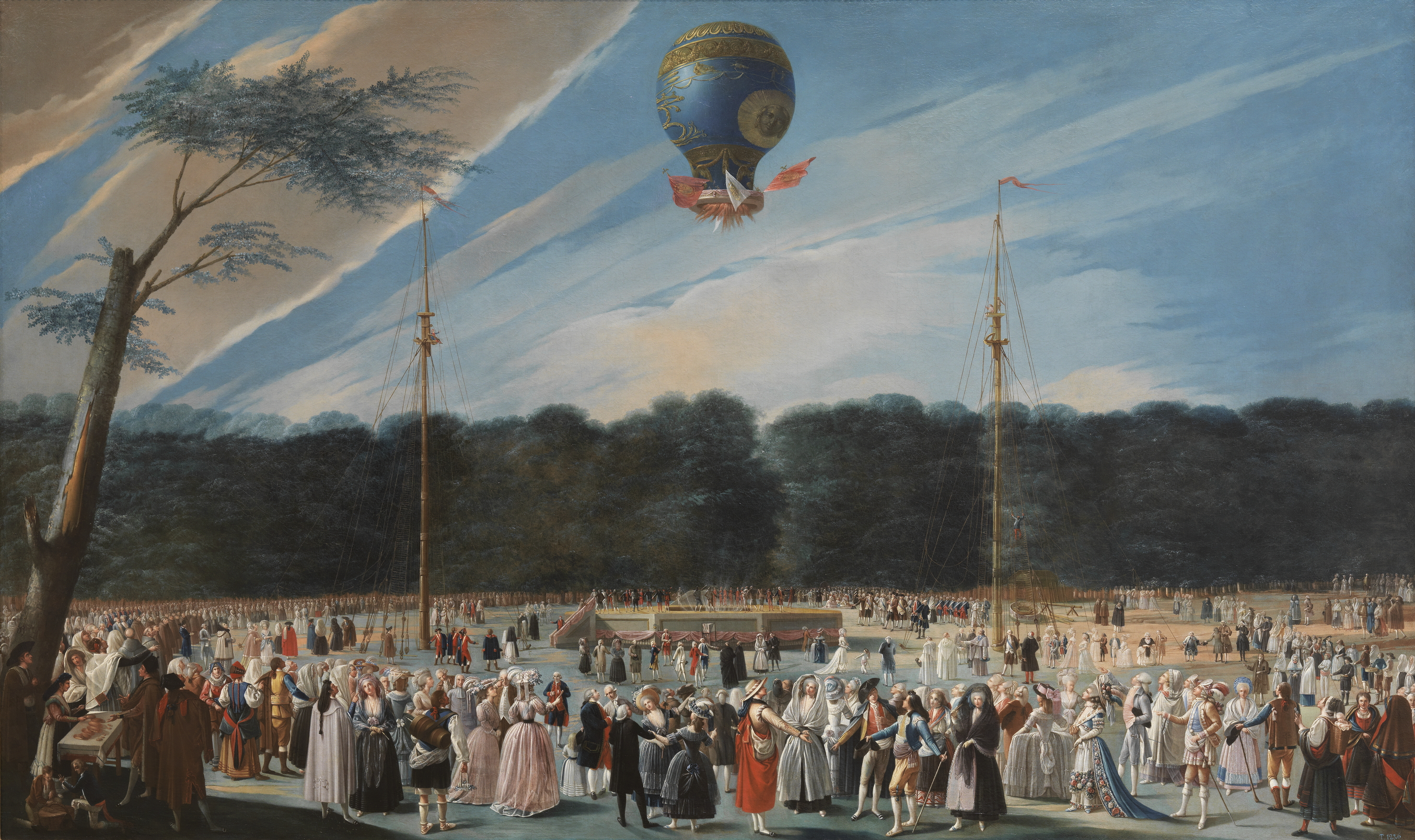
Wzniesienie się balonu Montgolfierów w ogrodach Aranjuezu, obraz Antonia Carnicera